# ضلع مشقوقة
ضلْعٌ مشْقوقة هو عيبٌ خلقي في القفص الصدري إضافةً إلى العضلات والأعصاب المرتبطة به، ويحدث في حوالي 1.2% من البشر. تحدث هذه الحالة بنسبة تصل إلى 8.4% في السامويين. تًقسم النهاية القصية للضلع إلى قسمين. عادة ما تكون أُحادية الجانب.
عادةً لا تكون هناك أعراضٌ في حالة الأضلاع المشقوقة، وغالبًا ما تُكتشف مصادفةً عبر تصوير الصدر بالأشعة السينية. يمكن أن تشمل آثار هذا العيب الهيكلي العصبي صعوباتٍ في التنفس، وصعوباتٍ وقيود عصبية، إضافةً إلى محدودية الطاقة بسبب ضغوط الحاجة إلى التعويض عن الصعوبات الفيزيولوجية العصبية. قد يكون الضلع المشقوقة غير مستقرٍ، مما يُسبب متلازمة الضلع المنزلق.
هناك ارتباطٌ آخر مع الأكياس الكيراتينية سنية المنشأ في الفك، والتي قد تسلكُ سلوكًا عدوانيًا، مع قابليةٍ عاليةٍ لإعادة الحدوث عند معالجتها باستئصالٍ وكشطٍ بسيط. عند ملاحظة الحالتين معًا، فإنه من المحتمل أن يكون المريض مصابًا بمتلازمة سرطانة الخلية القاعدية الوحمانية (متلازمة غورلين غولتز).